# Abbuono
In generale, l'abbuono è una riduzione concessa a un debitore su una somma da pagare che può arrivare fino alla totale rinuncia della riscossione da parte del creditore.
I contraenti possono prevedere un abbuono reciproco, nel caso venga accertata una differenza in più o in meno tra la merce consegnata e quella promessa. In tal modo, è garantita la possibilità di una rettifica di fattura in favore dell'una o dell'altra parte contraente.
Nello stesso senso, l'abbuono d'imposta è lo sgravio di tutta o parte di un'imposta, concesso contemporaneamente, in seguito a gravi decurtazioni del reddito, in genere derivanti da pubbliche calamità, oppure qualora si paghi un'imposta straordinaria in un tempo minore del previsto.